# Bob Clotworthy
Robert Lynn „Bob” Clotworthy (ur. 8 maja 1931 w Newark, zm. 1 czerwca 2018 w Salt Lake City) – amerykański skoczek do wody. Dwukrotny medalista olimpijski.
Brał udział w dwóch igrzyskach (IO 52, IO 56), na obu zdobywał medale. W 1952 zajął trzecie miejsce w skokach z trampoliny, cztery lata później triumfował w tej samej konkurencji. Był mistrzem NCAA (1951) i dwukrotnym medalistą igrzysk panamerykańskich w 1955 (srebro w skokach z wieży, brąz w skokach z trampoliny). Podczas tej imprezy poznał przyszłą małżonkę, Cynthię Gill. W 1980 został przyjęty do International Swimming Hall of Fame.